# Suchoj Łog
Suchoj Łog – miasto w Rosji, w obwodzie swierdłowskim, 114 km na wschód od Jekaterynburga. W 2009 liczyło 35 107 mieszkańców.